# نيناد بجيليسيا
نيناد بجيليسيا (بالكرواتية: Nenad Bjelica)‏ (20 أغسطس 1971 أوسييك كرواتيا - ) هو لاعب كرة قدم كرواتي، يلعب كلاعب وسط، شارك في بطولة أمم أوروبا 2004.

## روابط خارجية
- نيناد بجيليسيا على موقع الاتحاد الدولي (مؤرشف)  (الإنجليزية)
- نيناد بجيليسيا على موقع اتحاد كرواتيا (الكرواتية)
- نيناد بجيليسيا على موقع قاعدة بيانات كرة القدم.إي يو (الإنجليزية)
- نيناد بجيليسيا على موقع ناشيونال فوتبول تيمز (الإنجليزية)
- نيناد بجيليسيا على موقع Soccerway.com (الإنجليزية)
- نيناد بجيليسيا على موقع عالم كرة القدم.نت (الإنجليزية)